# Bozjurovo (distrikt i Bulgarien, Sjumen)
Bozjurovo (bulgariska: Божурово) är ett distrikt i Bulgarien.   Det ligger i kommunen Obsjtina Vărbitsa och regionen Sjumen, i den östra delen av landet, 270 km öster om huvudstaden Sofia.
I omgivningarna runt Bozjurovo växer i huvudsak lövfällande lövskog. Runt Bozjurovo är det glesbefolkat, med 20 invånare per kvadratkilometer.